# Monacha cemenelea
Monacha cemenelea is een slakkensoort uit de familie van de Hygromiidae. De wetenschappelijke naam van de soort is voor het eerst geldig gepubliceerd in 1826 door Risso.